# Đuraševići
Đuraševići su naselje u Boki kotorskoj, u općini Tivat.

## Stanovništvo

### Nacionalni sastav po popisu 2003.
- Srbi - 253
- Crnogorci - 84
- Neopredijeljeni - 76
- Hrvati - 4
- Ostali - 86